# Meinhard Hemp
Meinhard Hemp (* 10. Dezember 1942 in Allenau, Ostpreußen) war ein Fußballspieler in der DDR-Oberliga, der höchsten Spielklasse des DDR-Fußballverbandes. Er spielte für die SG Dynamo Dresden und gewann mit ihr 1971 das erste Double der Vereinsgeschichte bestehend aus DDR-Meisterschaft und FDGB-Pokal. Nach seiner aktiven Karriere war er als Fußballtrainer tätig.

## Spielerkarriere

### Jugend
Zunächst war Hemp Straßenfußballer und Mitglied der Schülermannschaft von Motor Niedersedlitz. 1957 wechselte er zum Nachwuchs der SG Dynamo Dresden. Sein Trainer Kurt Kresse vermittelte ihn 1961 zur Fußballschule Dresden, zuvor war ein Chemiestudium wegen zu schlechter Abiturnoten abgelehnt worden. Voraussetzung zur Aufnahme in die Fußballschule war die Verpflichtung zu einem dreijährigen Dienst bei der Volkspolizei. Als die Schule nach einem Jahr geschlossen wurde, musste Hemp als Streifenpolizist Dienst tun.

### Oberligaspieler
Nachdem Hemp für den Männerbereich spielberechtigt geworden war, wurde er zunächst in der 2. Mannschaft von Dynamo Dresden eingesetzt. 1962 erkrankte er an Gelbsucht mit der ärztlichen Prognose, nie mehr Fußball spielen zu können. Hemp überwand jedoch seine Krankheit und stand am 27. Januar 1963 zum ersten Mal in der Oberligaelf. Er wurde am 16. Spieltag der Saison 1962/63 bei 0:2-Auswärtsniederlage gegen den SC Wismut Karl-Marx-Stadt als linker Außenstürmer eingesetzt. Es blieb sein einziger Erstligaeinsatz in dieser Saison, nach deren Abschluss Dynamo Dresden absteigen musste. Nach einem Jahr kehrte die Mannschaft in die Oberliga zurück, und in seiner zweiten Oberligasaison kam Hemp auf 16 Einsätze, abwechselnd als Linksaußen oder Mittelstürmer, jedoch ohne Torerfolg. Die Spielzeit 1965/66 stellte für ihn einen Karriereknick dar, denn er spielte nur sechsmal in der Oberliga. In der darauffolgenden Saison 1966/67 absolvierte er erstmals mit 21 Einsätzen die Mehrzahl der Saisonpunktspiele, nun allerdings als Mittelfeldspieler. Im Sommer 1968 stieg Dynamo erneut aus der Oberliga ab, und Hemp verbrachte eine weitere Spielzeit in der zweitklassigen DDR-Liga. Dort gehörte er mit 28 von 30 möglichen Einsätzen zu den Garanten des sofortigen Wiederaufstiegs. Nach der Oberligasaison 1969/70 mit 25 Punktspielen konnte Hemp zum Abschluss der Spielzeit 1970/71 mit der Meisterschaft seinen einzigen großen Titel feiern. Am Pokalgewinn der Dresdner 1971 war er nur partiell beteiligt, da er im Endspiel nicht eingesetzt wurde.
Im Jahr des Titelgewinns war Hemp 28 Jahre alt. Die nachfolgende Saison 1971/72 war bereits seine letzte Spielzeit in der Oberliga. Er war nur noch als Ersatzspieler vorgesehen und kam nur noch in sieben Spielen zum Einsatz, lediglich dreimal über die vollen 90 Minuten. Sein letztes Oberligaspiel bestritt er am 29. Januar 1972 bei der 1:2-Auswärtsniederlage gegen den BFC Dynamo, als er in der 52. Minute ein letztes Mal eingewechselt wurde. Innerhalb von sieben Oberliga-Spielzeiten hatte er es auf 102 Erstligaspiele und sechs Tore gebracht, außerdem war er in sechs Europapokalspielen eingesetzt worden. Bis 1974 spielte er noch in der 2. Mannschaft von Dynamo und beendete danach bei der FSV Lokomotive Dresden 1977 seine Laufbahn als aktiver Fußballspieler.

### Trainerlaufbahn
Von 1974 bis 1979 absolvierte Hemp, der bereits während seiner Zeit als Fußballspieler zum Reichsbahn-Ingenieur ausgebildet worden war, ein Studium zum Diplomsportlehrer. Bis 1987 war er bei FSV Lok Dresden als Nachwuchstrainer und Assistenztrainer bei der 1. Mannschaft tätig. Anschließend kehrte er zu Dynamo Dresden zurück, wo er zunächst ebenfalls den Nachwuchs trainierte. Später trainierte er die 2. Mannschaft. Als im März 2001 der Trainer der 1. Mannschaft Cor Pot entlassen wurde, erhielt Hemp einen Vertrag als Interims-Cheftrainer bis zum Ende der Saison. Anschließend war er bis 2005 Co-Trainer unter Christoph Franke. Danach arbeitete er bis 2014 als Jugendtrainer bei Dynamo Dresden, zuletzt betreute er die U-16 und U-17-Mannschaft. Nach einem Herzinfarkt im Jahr 2013 beendete der damals 71-jährige im Februar 2014 seine Trainertätigkeit.